# ACS FC Bacău
Asociația Club Sportiv Fotbal Club Bacău, cunoscută și sub numele de FC Bacău, este un club de fotbal românesc cu sediul în Bacău, județul Bacău . Clubul a fost înființat în 2014 ca o academie de tineret și concurează în prezent în Liga a II-a, a doua ediție a fotbalului românesc. Aproape zece ani, FC Bacău a reprezentat un reper în dezvoltarea tinerelor talente, funcționând ca un veritabil centru de excelență pentru copii și juniori. Beneficiind de o infrastructură de ultimă generație și o strategie orientată spre performanță, clubul a crescut generații de jucători care au stârnit interesul antrenorilor echipelor naționale de juniori.
FC Bacău are ca scop principal dezvoltarea unui model de club modern și sustenabil, care să pună accent pe formarea jucătorilor locali, disciplina profesională și implicarea în comunitate. Clubul investește constant în pregătirea antrenorilor, în metodologii de antrenament actualizate și în extinderea infrastructurii.

## Istorie
Fotbalul în Bacău are o tradiție îndelungată, începând încă din prima jumătate a secolului XX. Una dintre cele mai cunoscute echipe ale orașului a fost FCM Bacău, fondată în 1950. Clubul a cunoscut perioada sa de glorie în anii '60 și '70, când a activat în prima ligă a fotbalului românesc și a participat chiar și în cupele europene. În 2014, clubul s-a desființat datorită datoriilor obținute de către managmentul slab lăsând orașul intr-o "beznă fotbalistică".
Fotbal Club Bacău a fost fondată în anul 2014, din dorința de a revitaliza fotbalul local, după dispariția clubului principal din fotbalul băcăuan, FCM Bacău, și de a crea un mediu profesionist pentru dezvoltarea tinerelor talente. Inițiativa a aparținut fostului jucător al FCM Bacău, Cristian Ciocoiu, un nume emblematic pentru sportul din Bacău. Proiectul a primit un sprijin esențial din partea fraților Adrian și Dragoș Pavăl, proprietarii companiei Dedeman, liderul pieței de bricolaj din România și un susținător constant al inițiativelor comunitare. Încă de la inceput, clubul și-a dorit să obtină palmaresul si marca clubului desfiintat, FCM Bacău, luând sigla clubului din perioada anilor '70, când acesta se numea Sport Club Bacău.
Timp de aproape un deceniu, FC Bacău a funcționat ca un centru de excelență pentru copii și juniori, devenind rapid un nume cunoscut în competițiile de profil din țară. Cu o infrastructură modernă și o abordare centrată pe performanță, clubul a format generații de jucători care au atras atenția unor cluburi importante și a staffurilor tehnice ale loturilor naționale juvenile.
În 2023, FC Bacău a făcut pasul spre competițiile de seniori, prin fuziunea cu Dinamo Bacău, echipă proaspăt promovată în Liga a III-a în vara anului 2021. Fuziunea s-a realizat prin absorbție, iar noua entitate a preluat locul acesteia în eșalonul al treilea.
Această mutare a marcat începutul unei noi etape în evoluția clubului, formarea unei echipe de seniori care să păstreze identitatea clubului și să ofere continuitate jucătorilor formați în academie. Pentru a asigura o tranziție solidă, conducerea l-a numit antrenor principal pe Costel Enache, tehnician cu experiență în Liga I și fost selecționer al naționalei U19 a României.
Sub conducerea sa, FC Bacău a avut un sezon de debut remarcabil în Liga a III-a. Echipa a încheiat sezonul regular pe locul secund în Seria I, calificându-se în play-offul pentru promovarea în Liga a II-a. În barajul de promovare, băcăuanii au fost eliminați dramatic de Metalul Buzău, după o dublă manșă încheiată la egalitate (2–2 la general) și o înfrângere cu 3–4 la loviturile de departajare. În al doilea sezon al antrenorului Costel Enache pe banca tehnică, acesta a reușit să promoveze după ce a câștigat împotriva Unirii Braniștea cu 3–1 în tur și 3–2 în retur, readucând fotbalul din Bacău din nou la nivelul primelor două ligi de fotbal din Romania.

## Parcursul competițional
| Sezon   | Nivel | Divizie                     | Poz.     | Cupa României |
| ------- | ----- | --------------------------- | -------- | ------------- |
| 2025–26 | 2     | Liga a II-a                 | TBD      | TBD           |
| 2024–25 | 3     | Liga a III-a (Seria I)      | 1 (C, P) | Turul III     |
| 2023–24 | 3     | Liga a III-a (Seria I)      | 4        | Play-off      |
| 2022–23 | 3     | Liga a III-a (Seria a II-a) | 8        | Turul II      |

| Sezon   | Nivel | Divizie                     | Poz.     | Cupa României |
| ------- | ----- | --------------------------- | -------- | ------------- |
| 2021–22 | 3     | Liga a III-a (Seria a II-a) | 8        | –             |
| 2020–21 | 4     | Liga a IV-a (BC)            | 1 (C, P) | –             |
| 2019–20 | 4     | Liga a IV-a (BC)            | 2        | –             |
| 2018–19 | 4     | Liga a IV-a (BC)            | 3        | –             |
| 2017–18 | 4     | Liga a IV-a (BC)            | 7        | –             |

## Structură

### Stadion
Stadionul Municipal din Bacău, este un stadion de fotbal din Bacău, gazdă a meciurilor echipei FCM Bacău. Arena are o capacitate de 17.500 de locuri. Arena băcăuană a fost renovată în mai multe rânduri pe vremea când la echipa FCM Bacău se afla pe prima scena fotbalistica din Romania. Primarul, Dumitru Secheleriu, a decis să îi poarte numele stadionul, schimbându-l din Nicolae Păduraru în numele acestuia. După ce în anul 2003 a primit acceptul de a organiza meciuri internaționale din partea UEFA, stadionul Municipal nu a mai suferit nicio modificare, iar în prezent se află într-o stare avansată de degradare deoarece autoritățile nu au mai investit în menținerea sa. 
La finalul anului 2007, Primăria a avansat ideea că stadionul să fie demolat, iar în locul său să fie amplasat un amplu complex comercial și hotelier de înaltă ținută arhitecturală, dar până în iarna lui 2025 nu se întâmplase nimic în acest sens.
În momentul actual datorita stării degradate a Stadionul Municipal, clubul FC Bacău s-a orientat spre a juca meciurile pe Stadionul Letea, care dispune de o capacitate de 1.500 de locuri.